# Hassan Niya
Pour plus de détails, voir Fiche technique et Distribution.
Hassan Niya (titre en arabe : حسان النية) est un film algérien réalisé par Ghaouti Bendedouche en 1986 et sorti en 1989.

## Synopsis
Hassan, interprété par Rouiched, est l'homme à tout faire dans l'auberge de sa sœur Aïcha, veuve et sans enfant. Toute une série d'incidents, de malentendus, vont émailler son train-train quotidien dans lequel on le trouve tour à tour chauffeur, serveur, soudeur, etc. Mais, refusant de se soumettre à tout ce qui n'est pas conforme à l'idée qu'il se fait de la société et des choses.

## Fiche technique
- Scénario : Rouiched
- Réalisation : Ghaouti Bendedouche
- Production : Le Centre Algérien pour l'Art et l'Industrie Cinématographie
- Image : Allel Yahiaoui
- Décors : Mohamed Boudjemaa
- Musique : Ahmed Malek

## Distribution
- Rouiched : Hassan
- Keltoum : Aicha
- Sid Ali Kouiret : Bahri
- Fettouma Ousliha-Bouamari
- Abdelkader Alloula : El Ouennass
- Mustapha Kateb : Le juge d'instruction
- Sirat Boumedien: Le policier #1
- Himour Mohamed : Le policier #2
- Mohamed Fellag : Bekane
- Ouardia Hamtouche
- Rachid Fares : Réda
- Mustapha Ayed : Belaïd
- Cheb Abdelhakk : Le chanteur de Raï
- Maghnia Be : la femme du marché, surnommée Sonya

## Tournage
Alger, Oran, Tlemcen, Relizane.